# Mário Scott
Mário Scott (Tietê, c. 1911 ou 1912 — São Paulo, 5 de janeiro de 1953) foi um ferroviário e político brasileiro, eleito deputado federal constituinte por São Paulo em 1945.

## Dados biográficos
Secretário-geral do Comitê Estadual do PCB no estado de São Paulo, elegeu-se deputado federal em 1945 com 13.570 votos. No entanto, em uma reunião pós-eleição, o comitê municipal do PCB demonstrou interesse na posse de Milton Cayres de Brito, primeiro suplente de Scott, por entender que o mandato pertencia ao partido e por simpatizar com a ideia da posse do médico. De acordo com Moisés Vinhas, a resistência de Mário Scott à renúncia foi tamanha ao ponto do mesmo chorar durante a reunião e fazer incitações a suicídio como tentativas de tentar evitar a perda do cargo. Cayres de Brito tomou posse na Câmara dos Deputados em 8 de março de 1946 após renúncia forçada do titular. Em 5 de janeiro de 1953, Scott faleceu na capital paulista ao cometer suicídio, provavelmente motivado pelo episódio da renúncia.[carece de fontes?]